# Hans Christian Dehn
Hans Christian Dehn, född 2 augusti 1722 i Lund, död 3 mars 1797 i Landskrona, var en svensk arkitekt och fortifikationsofficer.
Dehn var son till snickaren Assmus Dehn. Han blev 1748 extraordinarie instrumentmakare vid fästningsbyggnaden i Landskrona och assisterade då Hans Henrik von Liewen den yngre med instrument för hans arbete med att organisera fästningsbyggnaden i Skåne. Han undergick examen i matematik och andra vetenskaper samt fortifikationens och civilarkitekturens teori och avlade fortifikationsexamen varpå han anställdes vid fästningsarbeten och stadsbyggnaden i Landskrona. På egen bekostnad medföljde han 1751 på en resa till Holland, Brabant och Flandern för att studera byggnadskonst, och återvända därefter till sitt arbete i Landskrona. 1755 arbetade han i Daniel Ekströms verkstad med förfärdigande av matematiska och optiska instrument. Om än endast befordrad till underkonduktör 1756 erhöll han 1757 officerstjänst vid fästningsbyggnaden i Landskrona. Han ansågs då så viktig för arbetet att en ansökan att få delta i Pommerska kriget 1758 avslogs med motivering att han behövdes på plats. Han förblev verksam i staden fram till sin död. Han var då major i fortifikationen.
1760 erhöll han underkonduktörs lön vid skånska fortifikationsbrigaden och befordrades 1762 till konduktör. Förutom verksamheten vid fästningarna, deltog han under 1760- och 1770-talet vid byggnationen av Sofia Albertina kyrka. Han utförde även andra arbeten, 1768 förfärdigade han de astronomiska instrumenten till ett observatorium på Ven. 1779 kallades han till Lunds domkyrka för att göra förslag till reparationer av korrundeln. Hans förslag till en "modern förändring" antogs inte men Dehn fick göra ritningar och kostnadförslag till korrundelns repration med bibehållande av det gamla utseendet. Dehn gjorde även ritningar till en ladugård på Allhelgonabacken och till ett nytt biskopshus i Lund, vilka dock på grund av ekonomiska skäl aldrig kom till utförande.